# Érika Sauzeau
Érika Sauzeau, née le 1er août 1982, est une rameuse d'aviron handisport française.

## Carrière
Érika Sauzeau remporte aux Championnats d'Europe d'aviron 2021 à Varèse la médaille d'argent en quatre barré PR3 mixte.

## Palmarès

### Jeux paralympiques
- 2020 à Tokyo
  -  Médaille de bronze en quatre barré mixte

### Championnats d'Europe
- 2021 à Varèse,  Italie
  -  Médaille d'argent en quatre de pointe avec barreur PR3 mixte (PR3 Mix4+).
- 2022 à Munich,  Allemagne
  -  Médaille d'argent en quatre de pointe avec barreur PR3 mixte (PR3 Mix4+).

## Décorations
- Chevalier de l'ordre national du Mérite le 8 septembre 2021[3]